# ワールドアベニュー
株式会社ワールドアベニューは1995年創業の海外留学エージェントで、留学情報の提供、留学諸手続きの代行、旅行業、人材紹介を主な事業としている。

## 概要
語学留学やワーキングホリデーから海外大学や大学院、高校進学など海外留学プログラム全般を取り扱う老舗留学エージェント。大使館や海外大学・高校の後援・協賛を受け、本邦内の私立・公立高校で教職員向け海外留学セミナーや学生向け勉強会などを提供。また、海外教育機関と連携し新規海外留学プログラム開発にも取り組んでおり、看護師限定留学や海外ビジネスインターンシップなど独自性の高い留学サービスを提供している。

## 登録・認証
- 登録 - 東京都知事登録旅行業 第 3-6137号
- 登録 - 労働者派遣事業 許可番号 派13‐313910
- 登録 - 有料人材紹介事業 厚生労働大臣許可番号 13-ユ-302335

## 加盟団体
- 一般社団法人海外留学協議会（JAOS）正会員
- Education New Zealand[2]
- WWOOF Australia